# Anolis chamaeleonides
Espèce
Synonymes
- Xiphosurus chamaeleonides (Duméril & Bibron, 1837)
- Chamaeleolis fernandina Cocteau, 1838
- Pseudochamaeleon cocteaui Fitzinger, 1843

Anolis chamaeleonides est une espèce de sauriens de la famille des Dactyloidae. 

## Répartition
Cette espèce est endémique de Cuba.

## Description
Les mâles mesurent jusqu'à 177 mm et les femelles jusqu'à 172 mm.

## Publication originale
- Duméril & Bibron, 1837 : Erpétologie Générale ou Histoire Naturelle Complète des Reptiles. Librairie. Encyclopédique Roret, Paris, vol. 4, p. 1-570 (texte intégral).